# Irakli Moissejewitsch Toidse
Irakli Moissejewitsch Toidse (russisch Ираклий Моисеевич Тоидзе; * 27. März 1902 in Tiflis; † 1985 in Moskau) war ein georgischer Maler und Grafiker.
Irakli Toidse war ein Sohn des georgischen Künstlers Mose Toidse. 1930 beendete er seine Ausbildung an der Kunstakademie in Tiflis. Während des Zweiten Weltkrieges schuf er eine Reihe von Propagandaplakaten. Besonders bekannt ist das Plakat Mutter Heimat ruft!. Er trat auch häufig als Buchillustrator in Erscheinung.